# Südsudanesische Fußballnationalmannschaft
Die südsudanesische Fußballnationalmannschaft (Spitzname: The Bright Star) ist die Auswahl südsudanesischer Fußballspieler, die die South Sudan Football Association (SSFA) auf internationaler Ebene, beispielsweise in Freundschaftsspielen gegen die Auswahlmannschaften anderer nationaler Verbände, aber auch bei der Ost- und Mittelafrikameisterschaft des regionalen afrikanischen Verbandes CECAFA, der Afrikameisterschaft des afrikanischen Kontinentalverbandes CAF oder der Weltmeisterschaft des Weltfußballverbandes FIFA repräsentiert. Die Mannschaft zählt zu den schwächsten Afrikas. Der Mannschaft ist es bisher noch nicht gelungen, sich für eine Fußball-Weltmeisterschaft zu qualifizieren. Für den Afrika-Cup konnte sich die Mannschaft bisher auch noch nicht qualifizieren.

## Geschichte
Am 8. April 2011 wurde der nationale Fußballverband durch den Sportminister Makuac Teny Youk gegründet. Als Verbandspräsident wurde Oliver Mori Benjamin eingesetzt. Im folgenden Monat wurde Sally Samuel Lolako als Technischer Direktor der Mannschaft bestimmt, Malesh Soro erhielt einen Vertrag als Nationaltrainer.
Nach der Gründung des neuen Staates am 9. Juli 2011 bestritt die Mannschaft im Rahmen der Feierlichkeiten am Folgetag ein Spiel gegen den kenianischen Erstligisten Tusker FC. Das im Juba-Stadion ausgetragene Spiel verlor der Südsudan nach zweiwöchigem Trainingslager mit 1:3; einziger Torschütze der Nationalmannschaft – neben zwei Eigentoren – war James Joseph, die Kapitänsbinde trug Khamis Leiluno. Ursprünglich war ein Spiel gegen die kenianische Nationalelf geplant; diese sagte jedoch ab.
Im Rahmen der 34. Generalvollversammlung der Confédération Africaine de Football wurde die SSFA am 10. Februar 2012 in den afrikanischen Kontinentalverband aufgenommen. Zwei Monate später ersetzte Chabur Goc Alei Verbandspräsident Benjamin. Der 62. FIFA-Kongress beschloss am 25. Mai 2012 eine Änderung der Aufnahmeregeln, so dass in der Folge auch nationale Verbände aufgenommen werden können, die erst weniger als zwei Jahre Mitglied ihres Kontinentalverbandes sind. Noch am selben Tag wurde der südsudanesische Verband aufgrund dieser neuen Regelung in den Weltfußballverband aufgenommen.
Am 10. Juli 2012 bestritt die Nationalmannschaft in Juba ihr erstes – von der FIFA anerkanntes – Länderspiel gegen Uganda. Neuer Nationaltrainer war der international erfahrene Serbe Zoran Đorđević. Das Spiel endete nach Toren von Richard Justin und James Joseph 2:2.
Ab dem 24. November 2012 nahm die südsudanesische Fußballnationalmannschaft an ihrem ersten Turnier teil. Sie gehörte zum Starterfeld der Ost- und Mittelafrikameisterschaft in Uganda. Dort schied man jedoch nach der Vorrunde nach drei Niederlagen in drei Spielen (und ohne ein Tor erzielt zu haben) als Tabellenletzter aus. Beim CECAFA-Cup 2013 in Kenia kam die Mannschaft auch nicht über die Vorrunde hinaus. Es wurden wieder alle drei Gruppenspiele verloren, man erzielte zwei Treffer.
Am 4. September 2015 erreichte die südsudanesischen Fußballnationalmannschaft ihren ersten Sieg. Im Qualifikationsspiel zur Afrikameisterschaft 2017 setzte man sich im heimischen Juba-Stadium durch ein Tor von Chol Peter Bentiu Daniel mit 1:0 gegen Äquatorialguinea durch.

## Turniere
Legende:
- weißer Hintergrund = keine Teilnahme
- hellgelber Hintergrund = nicht qualifiziert
- gelber Hintergrund = Teilnahme

### Weltmeisterschaft
- 1930 bis 2010: – nicht teilgenommen, war Teil von Sudan
- 2014: – nicht teilgenommen
- 2018 bis 2022: – nicht qualifiziert

### Afrikameisterschaft
- 1957 bis 2010: – nicht teilgenommen, war Teil von Sudan
- 2012 bis 2013: – nicht teilgenommen
- 2015 bis 2025: – nicht qualifiziert

### Afrikanische Nationenmeisterschaft
- 2014: nicht teilgenommen
- 2016: nicht teilgenommen
- 2018: nicht qualifiziert
- 2021: nicht qualifiziert
- 2023: nicht qualifiziert

### Ost-/Mittelafrikameisterschaft
| 2012 in Uganda    | Vorrunde                                      |
| 2013 in Kenia     | Vorrunde                                      |
| 2014 in Äthiopien | Turnier wurde abgesagt                        |
| 2015 in Äthiopien | Viertelfinale                                 |
| 2017 in Kenia     | Vorrunde                                      |
| 2019 in Uganda    | zurückgezogen                                 |
| 2021 in Äthiopien | 3. Platz (als U-23-Meisterschaft ausgetragen) |

## Trainer
- Malesh Soro (2011–2012)
- Ismail Balanga (2012)
- Zoran Đorđević (2012–2013)
- Malesh Soro (2011–2012)
- Ismail Balanga (2013–2014)
- Salyi Lolaku Samuel (2014)
- Lee Sung-Jea (2014–2015)
- Leo Adraa (2015–2016)
- Joseph Malesh (2016)
- Elya Wako (2017)
- Bilal Felix Komoyangi (2017–2018)
- Ahcene Aït-Abdelmalek (2017)
- Ramsey Sebit (2018) interim
- Cyprian Besong Ashu (2019–2021)
- Stefano Cusin (2021–2023)
- Nicolas Dupuis (seit 2023)